# Prazni skup
U matematici, specifično u teoriji skupova, prazni skup ili nul-skup je jedinstveni skup koji ne sadrži nijedan element. U aksiomatskoj teoriji skupova se njegovo postojanje postulira aksiomom praznog skupa, iz kojeg se grade svi konačni skupovi. 
Razna općenita svojstva skupova su trivijalno istinita za prazni skup.

## Notacija
Prazni se skup označava jednim od simbola "{\displaystyle \varnothing }" ili "{\displaystyle \emptyset }", izvedenim iz slova Ø danske i norveške abecede, i uvedenim od strane grupe Bourbaki (specifično André Weil] 1939. ). Druga uobičajena notacija za prazni skup jest "{}".

## Svojstva
- Za svaki skup A, prazni skup je podskup od A:
∀A: ∅ ⊆ A
- Za svaki skup A, unija skupa A i praznog skupa jest A:
∀A: A ∪ ∅ = A
- Za svaki skup A, presjek skupa A i praznog skupa je prazni skup:
∀A: A ∩ ∅ = ∅
- Za svaki skup A, Kartezijev produkt skupa A i praznog skupa je prazni skup:
∀A: A × ∅ = ∅
- Jedini podskup praznog skupa jest sam prazni skup:
∀A: A ⊆ ∅ ⇒ A = ∅
- Broj elemenata praznog skupa (tj. njegova kardinalnost) jest nula - prazni je skup konačan:
|∅| = 0
- Za svako svojstvo:
  - za svaki element skupa ∅ svojstvo je zadovoljeno (trivijalno istinito)
  - ne postoji element skupa ∅ za koji je svojstvo zadovoljeno
- Obratom ove tvrdnje slijedi: ako su, za neko svojstvo, sljedeće dvije tvrdnje zadovoljene:
  - za svaki element skupa V svojstvo je zadovoljeno
  - ne postoji element V za kojeg je svojstvo zadovoljeno

tada V = ∅
U matematici je termin prazan skup jedinstveno određen - u teoriji skupova, dva skupa su jednaka ako imaju iste elemente, te stoga može biti samo jedan skup bez elemenata.
Smatran podskupom brojevne crte (ili općenitije bilo kojeg topološkog prostora), prazni je skup istovremeno i otvoren i zatvoren. Sve njegove granice (kojih nema) su u praznom skupu, te je skup stoga zatvoren - a istovremeno za svaku svoju točku (kojih također nema) postoji otvoreno okruženje u praznom skupu, te je stoga i otvoren. Štoviše, prazni skup je kompaktan činjenicom da je svaki konačni skup kompaktan.
Okruženje praznog skupa je prazno. Ovo je poznato kao "očuvanje nularnih unija".

## Uobičajeni problemi
Prazni skup nije isto što i ništa - on je skup koji sadrži ništa, a taj skup jest nešto. Ovo poimanje često uzrokuje nedoumice kod onih koji se prvi put susreću s pojmom praznog skupa. Korisno je predočiti si prazni skup kao vreću koja može sadržavati neke stvari - vreća može biti prazna, ali vreća zasigurno sama po sebi postoji.
Po definiciji podskupa, prazni skup je podskup bilo kojeg skupa A, jer svaki element x skupa {} pripada skupu A. Ako ne bi bilo istinito da je svaki element skupa {} u skupu A, tada bi morao postojati barem jedan element skupa {} koji nije prisutan u A. Budući da uopće ne postoje elementi skupa {}, ne postoji element skupa {} koji nije u A, što vodi do zaključka da je svaki element skupa {} u skupu A, te da je {} podskup skupa A. Svaka tvrdnja koja započinje sa "za svaki element skupa {}" ne tvrdi ništa novo - ona je trivijalno istinita. Ovo se često parafrazira kao "sve je istina nad elementima praznog skupa".

## Aksiomatska teorija skupova
U aksiomatskoj teoriji skupova poznatoj i kao Zermelo-Fraenkelova teorija skupova, postojanje praznog skupa je osigurano aksiomom praznog skupa. Jedinstvenost praznog skupa slijedi iz aksioma rasprostranjenosti.
Svaki aksiom koji tvrdi postojanje nekog skupa će implicirati aksiom praznog 
skupa, koristeći separacijsku shemu aksioma. Na primjer, ako je A skup, tada separacijska shema aksioma dopušta konstrukciju skupa B =  {x in A | x ≠ x}, koji se može definirati da bude prazni skup.

## Operacije na praznom skupu
Operacije obavljene na praznom skupu (kao skup stvari nad kojima se operira) mogu također zbunjivati. (Takve operacije zovemo nularne operacije.) Na primjer, suma svih elemenata praznog skupa je nula, ali produkt svih elemenata praznog skupa je jedan. Ovo se čini čudno, pošto prazni skup nema elemenata, i postavlja se pitanje kakvu razliku čine operacije njihova zbrajanja i množenja (pošto oni ni ne postoje)? U konačnici, rezultat ovih operacija više govori o operaciji u pitanju nego o praznom skupu. Na primjer, uočavamo da je nula neutralni element operacije zbrajanja, dok je jedan neutralni element operacije množenja.

## Međe
Budući da prazni skup nema članova, kad ga promatramo kao podskup bilo kojeg uređenog skupa, bilo koji član skupa će biti gornja i donja međa za prazni skup. Na primjer, kada ga smatramo podskupom realnih brojeva, sa svojim uobičajenim uređenjem predstavljenim realnom brojevnom crtom, svaki realni broj je i gornja i donja međa praznog skupa. Kad ga promatramo kao podskup proširenih realnih brojeva koje dobijemo dodavanjem dva "broja" ili "točke" normalnom skupu realnih brojeva, negativnu beskonačnost označenu simbolom {\displaystyle -\infty \!\,,} za koju definiramo da je manja od bilo kojeg drugog proširenog realnog broja, te pozitivnu beskonačnost označenu simbolom {\displaystyle +\infty \!\,,} za koju definiramo da je veća od bilo kojeg drugog proširenog realnog broja, tada vrijedi:
{\displaystyle \sup \varnothing =\min(\{-\infty ,+\infty \}\cup \mathbb {R} )=-\infty ,}
i
{\displaystyle \inf \varnothing =\max(\{-\infty ,+\infty \}\cup \mathbb {R} )=+\infty .}
To jest, najmanja gornja međa (sup ili supremum) praznog skupa je negativna beskonačnost, dok je najveća donja međa (inf ili infimum) pozitivna beskonačnost. Po analogiji s gornjim, slijedi da je u domeni proširenih realnih brojeva negativna beskonačnost neutralni element za operatore maksimuma i supremuma, dok je pozitivna beskonačnost neutralni element za minimum i infimum.

## Prazni skup i nula
Već je spomenuto da prazni skup ima nula elemenata, ili da je njegova kardinalnost jednaka nula. Veza između ova dva koncepta ide i dalje: u standardnoj definiciji prirodnih brojeva preko skupova, nula je definirana kao prazni skup.

## Teorija kategorija
Ako je A skup, tada postoji točno jedna funkcija f iz {} u A, prazna funkcija. Kao rezultat toga, prazni skup je jedinstven inicijalni objekt kategorije skupova i funkcija.
Prazni se skup može pretvoriti u topološki prostor na samo jedan način (definiranjem da je prazni skup otvoren) - ovaj prazni topološki prostor je jedinstven inicijalni objekt u kategoriji topoloških prostora s kontinuiranim (neprekinutim) preslikavanjima.